# Un gran giorno per morire
Un gran giorno per morire (A Better Way to Die) è un film del 2000 diretto e scritto da Scott Wiper, con protagonisti Andre Braugher, Joe Pantoliano e Natasha Henstridge.

## Trama
Ambientata lungo le autostrade del cuore degli Stati Uniti, la storia segue il viaggio di un ex poliziotto che viene inavvertitamente coinvolto in una lotta tra l'FBI e la malavita di Chicago, entrambi alla ricerca di un agente federale scomparso che detiene la chiave per la scomparsa del sindacato.